# Smerdu
Smerdu je priimek več znanih Slovencev:
- Franc Smerdu, teritorialec - poveljnik, veteran
- Frančišek Smerdu (1908—1964), kipar, prof. ALU
- Franjo Smerdu (1905—1989), zdravnik ftiziolog in pulmolog ter zdravstveni pisec in prevajalec (tudi literarni)
- Ivan Smerdu (*1943), strojnik, univ. prof., dekan FPP
- Katja Smerdu (*1980), kiparka
- Leonida Smerdu, atletinja
- Milan Smerdu (1922 - ?), športni organizator
- Mojca Smerdu (*1951), kiparka
- Nada Smerdu Primožič (*1950), biologinja, publicistka in prevajalka
- Nataša Zajc Smerdu (*1932), kulturna in znanstv. delavka v Argentini
- Rado Smerdu (1949—1984), biolog, strokovnjak za varstvo naravne dediščine
- Viktorija (Vika) Smerdu (*1960), anatomka

## Glej še
- priimke Smrdu, Smerdelj, Smerdel, Smrdel, Smrdelj, Smersu